# Francisco José de Sampaio e Castro

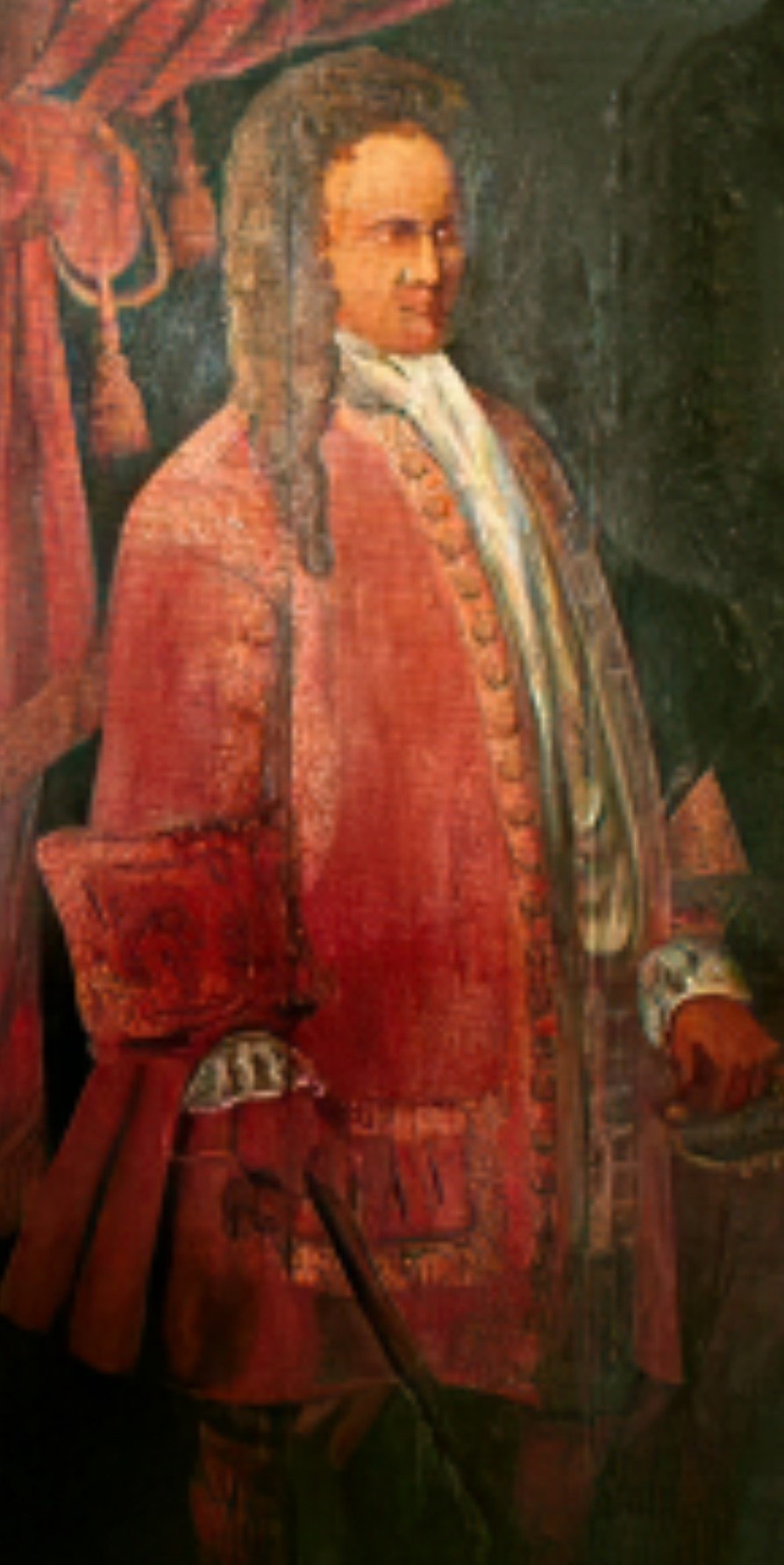
Francisco José de Sampaio e Castro

Francisco José de Sampaio e Castro (1675 — Palácio da Casa da Pólvora, Goa, 13 de julho de 1723), 11.º Senhor de Vila Flor, foi um administrador colonial português, sendo o 40.º Vice-Rei da Índia e 66.º Governador da Índia. Teve um único filho, Manuel António de São Paio, 12.º senhor de Vila Flor
Veio a falecer de morte súbita no Palácio da Casa da Pólvora, em Goa, onde jaz sepultado na Basílica do Bom Jesus.

## Dados genealógicos
Era filho de Francisco de Sampaio, governador das armas de Trás-os-Montes e de sua mulher, D. Joana de Távora.
Em 1698, casou-se com Jerónima de Bourbon, filha de António de Almeida Portugal, 2.º Conde de Avintes, sendo irmã do patriarca lisboeta Tomás de Almeida, de Luís de Almeida Portugal, 3.º Conde de Avintes e de Lourenço de Almeida.
Teve um único filho, Manuel António de Sampaio, 12.º Senhor de Vila Flor.